# 東肖勒姆 (紐約州)
東肖勒姆（英語：East Shoreham）是位於美國紐約州薩福克縣的普查規定居民點。

## 人口
根據2020年美國人口普查的數據，東肖勒姆的面積為17.37平方千米，當中陸地面積為13.98平方千米，而水域面積為3.39平方千米。當地共有人口6841人，而人口密度為每平方千米393.84人。